# Vigdis – den första kvinnan
Vigdis – den första kvinnan (isländska: Vigdís) är en isländsk biografisk dramaserie som hade premiär den 1 januari 2025 på RÚV. Serien som består av fyra avsnitt hade premiär på SVT Play den 8 mars 2025.

## Handling
Serien handlar om Vigdís Finnbogadóttir som 1980 valdes till president på Island och blev därmed den första folkvalda kvinnliga presidenten i världen. Serien följer henne från tonåring till att hon blir vald till president.

## Rollista (i urval)
- Nína Dögg Filippusdóttir – Vigdís Finnbogadóttir
  - Elín Sif Halldórsdóttir – Vigdís som ung
- Jóhannes Haukur Jóhannesson – Albert Guðmundsson
- Björn Hlynur Haraldsson – Magnus Magnusson